# Pulpitis sicca
Die Pulpitis sicca (Synonym: Dermatitis hiemalis, von lateinisch pulpa, „Fleisch“ und lateinisch siccus, „trocken“; ugs. auch atopischer Winterfuß genannt) ist ein trockenes Ekzem, bei dem es zu schmerzhaften Einrissen der Fingerkuppen oder Zehenspitzen kommt. Sie wird als Sonder- oder Minimalform der Neurodermitis (atopisches Ekzem) betrachtet.

## Ursachen
Als Unterform des atopischen Ekzems (Neurodermitis) liegen auch der Pulpitis sicca nach derzeitigem Forschungsstand wahrscheinlich besondere Veränderungen auf mehreren Chromosomen zugrunde, die zu Überempfindlichkeitserscheinungen der Haut führen. Deren Fettgehalt (Ceramide) und Wasserbindungsvermögen sind gestört. Atopie geht mit einer allgemein herabgesetzten Reaktionsschwelle gegenüber Umweltreizen jeglicher Art einher.

## Symptome
Meist reißt die Haut an besonders beanspruchten Stellen ein, also z. B. an Daumen, Zeige- oder Mittelfingern. Auslöser sind häufig äußere Einflüsse, vor allem, wenn sie zur Austrocknung der Haut führen; etwa durch langen Kontakt mit Wasser, alkalischen Substanzen wie Waschmittel, Seife oder Zement und durch Kälte. Daher kommt es im Winter oft zu einer Verschlechterung (daher auch „Winterfuß“). Die Haut kann bis in ihre unteren Schichten einreißen, was sehr schmerzhaft sein kann.

## Prophylaxe
Handschuhe beugen im Winter dem Austrocknen der Haut durch fehlende Schweißbildung vor. Sinnvoll ist auch, Gummihandschuhe beim Arbeiten mit Wasser zu benutzen, auf Seife möglichst zu verzichten bzw. pH-neutrale Produkte zu verwenden, sich nach Kontakt mit Wasser immer sorgfältig abzutrocknen und die trockene Haut mit entsprechenden Cremes zu pflegen.

## Therapie
Pflege mit rückfettenden, harnstoff- oder kortikoidhaltigen Cremes; in schweren Fällen unter luft- und wasserundurchlässigen Folienverbänden, um durch den Feuchtigkeitsstau sowohl das Eindringen der Wirkstoffe zu erleichtern als auch der starken Austrocknung zu begegnen. Die Therapie ist schwierig, da Behandlungsmaßnahmen selbst wieder zu Auslösern werden können (z. B. durch mechanische Reizung oder bei einer Latex-Überempfindlichkeit).

## Heilungsaussichten
Der Konditionierungs- und Steuerungsmechanismus, der diesen Hautphänomenen vermutlich zugrunde liegt, bleibt lebenslang bestehen, daher ist der Verlauf i. d. R. chronisch. Je nach Lebensalter kommt es zu unterschiedlichen Erscheinungen: Bei Kindern finden sich eher Manifestationen an den Füßen, was bei Erwachsenen seltener vorkommt. Die Einrisse treten schubweise auf, wobei es während des Sommers oft zu einer Besserung bzw. zum völligen Abheilen kommt.